# Akranes
Akranes là một thành phố cảng của Iceland, nằm ở bờ phía tây, cách thủ đô Reykjavík 60 km về phía bắc. Akranes có 6.549 cư dân (1.7.2008).

## Lịch sử
Lịch sử của Akranes bắt đầu từ thời xa xưa, khi các người Celt tới định cư ở đây khoảng năm 880 sau CN.
- 1650, Brynjólfur Sveinsson, giám mục Tin Lành của giáo phận Skálholt, bắt đầu mở mang nghề đánh bắt cá từ vịnh nhỏ Steinsvör ở Akranes. Từ đó hình thành một thôn đánh cá đầu tiên ở Iceland.
- 1864 Akranes được phép trở thành nơi buôn bán.
- 1882 hai xã Skilmannahreppur và Innri-Akraneshreppur tách ra khỏi Akranes, trở thành 2 xã riêng.
- 1896 ngôi nhà thờ thời xưa ở Gardar dời tới Akranes. Cuối thế kỷ 19, Arkanes chia thành 2 xã.
- 1942 Akranes được cấp đặc quyền thương trấn.

## Kinh tế
Ngày nay Akranes có một đội tàu đánh cá, một xưởng sửa chữa tàu, nhiều xí nghiệp nhỏ chế biến cá cùng một Cảng hiện đại.
Năm 1942 chính phủ Iceland xây một nhà máy sản xuất xi-măng và năm 1979 xây một nhà máy khai thác quặng silicon ở Grundartangi để xuất cảng.
Năm 1998 bắt đầu sản xuất nhôm ở nhà máy Nordural tại Grundartangi.
Thành phố có rất nhiều tiệm buôn bán nhỏ, nhiều tiệm ăn, một khách sạn, một bệnh viện, một nhà dưỡng lão, một nhà bảo tàng địa phương.
Gần thành phố, ở khu đồn điền trồng cây, có một sân chơi golf với 18 lỗ.
Ngày 11.7.1998, đã khánh thành một đường hầm dài 5,50 km dưới vịnh Hvalfjörður, khiến cho giao thông giữa Akranes với Rekjavík được rút ngắn đáng kể.

## Dân số 1920 - 2007

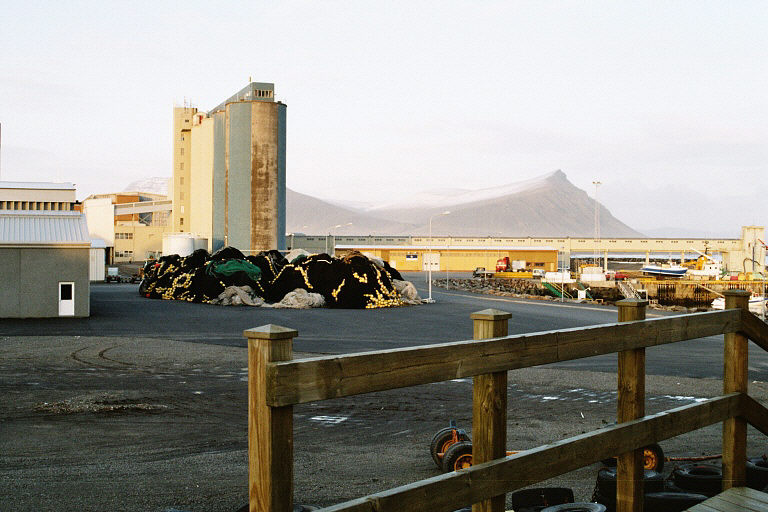
Cảng Akranes, Iceland

| Ngày tháng năm | số dân |
| -------------- | ------ |
| 1.12.1920:     | 928    |
| 1.12.1997:     | 5.127  |
| 1.12.2003:     | 5.582  |
| 1.12.2004:     | 5.655  |
| 1.12.2005:     | 5.782  |
| 1.12.2007:     | 6.345  |